# شركة عموم روسيا للراديو والتلفزيون الحكومية
شركة عموم روسيا للراديو والتلفزيون الحكومية (بالروسية: Всероссийская государственная телевизионная и радиовещательная компания)، (بالإنجليزية: All-Russia State Television and Radio Broadcasting Company)‏ هي شركة تسيطر عليها الدولة الروسية وتدير العديد من القنوات التلفزيونية والإذاعية في 53 لغة روسية. تأسست الشركة في عام 1990 ومقرها في موسكو. يقع بث القنوات التلفزيونية والإذاعية لعموم روسيا في موسكو، وكذلك عبر مراكز الإرسال الإقليمية لشبكة البث التلفزيوني والإذاعي الروسية التي تشكل شبكة الإرسال الأرضية. يتم توصيل القنوات التلفزيونية والإذاعية من موسكو إلى المناطق عبر قنوات الاتصال الفضائية والأرضية.

## المحطات التابعة

### التلفزيون
- روسيا 1 (Россия-1) - ترفيه، أخبار (روسيا سابقًا، RTR-1، RTR & RTV)
- روسيا 24 (Россия-24) - قناة إخبارية (Vesti سابقًا)
- روسيا-كيه (Россия-К) - قناة ثقافية (كانت تُعرف سابقًا باسم Culture، RTR-2)*  كاروسيل (Карусель) - قناة الأطفال والمراهقين (بالاشتراك مع القناة الأولى في روسيا)
- أر تي أر-بلانيتا (РТР-планета) - قناة البث العالمية.
  - إصدارات مختلفة لبلدان رابطة الدول المستقلة، بيلاروسيا، مولدوفا، إلخ.
- موسكو 24 (Москва 24) - بث قناة إخبارية في موسكو (Stolitsa و TV Tsentr Stolitsa سابقًا)
- 360 درجة منطقة موسكو* يجب عدم الخلط بين النسخة الروسية من يورونيوز المسماة «يورونيوز باللغة الروسية» (Euronews на Русском языке) و "Evronovosti TV / Евроновости"
- أكثر من 20 قناة موضوعية تحت العلامة التجارية "Digital Television".
- ما لا يقل عن 90 قناة تلفزيونية إقليمية في روسيا

القنوات السابقة:
- روسيا 2 (Россия-2) - الرياضة، والترفيه، والأفلام الوثائقية، والأفلام، والقناة الإخبارية، التي حصلت عليها غازبروم ميديا في عام 2015، واستبدلت بـ ماتش TV
- رياضة (Спорт) - قناة رياضية حصلت عليها غازبروم ميديا في عام 2015
- سبورت -1 (Спорт-1) - قناة رياضية مدفوعة الأجر، حصل عليها غازبروم ميديا في عام 2015

### راديو
- راديو كولتورا - إذاعة ثقافية
- راديو ماياك - الترفيه العام، الشؤون الجارية، والموسيقى المعاصرة للبالغين
- راديو روسي - حواري إذاعي وبرامج إقليمية
- راديو يونوست - معظمها أوروبية وأمريكية موسيقى بوب
- فيستي أف أم - راديو إخباري